# Santa María la Real de Nieva
Pour les articles homonymes, voir Nieva (homonymie).
Santa María la Real de Nieva est une commune de la province de Ségovie dans la communauté autonome de Castille-et-León en Espagne.

## Géographie

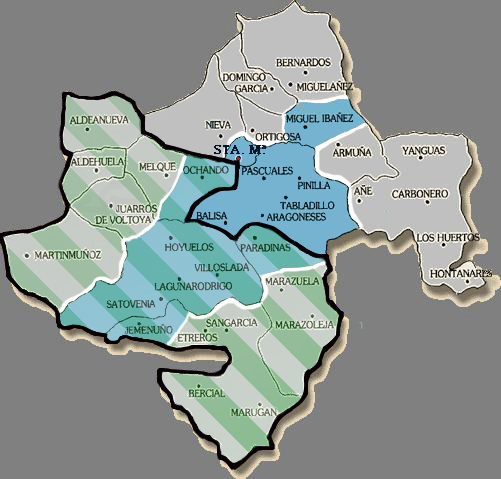
Carte de la commune

## Sites et patrimoine
- Église monastère Nuestra Señora de la Soterraña (es)
- Plaza de toros
- Chapelle San Miguel de Párraces (es)
- Église Nuestra Señora de la Asunción (es)